# Цар сновидінь
Йосип: володар снів — це американський анімаційний біблійний музичний драматичний фільм 2000 року. Друга кіноадаптація Біблії від DreamWorks Animation і на сьогоднішній день, єдина пряма відеопродукція, яку вони випустили, фільм є адаптацією історії Йосипа з Книги Буття в Біблії та служить приквелом до фільм 1998 року «Принц Єгипту» (оскільки біблійна розповідь про Йосипа відбувається раніше, ніж про Мойсея). Композитор Денієл Пелфрі заявив, що фільм був розроблений як супутній твір принцу Єгипту, зазначивши, що хоча «Йосип виявився зовсім іншим, ніж принц Єгипту, це було дуже складно та корисно».